# Гірняк (станція)
Гірня́к — проміжна залізнична станція Львівської дирекції Львівської залізниці на неелектрифікованій лінії Сапіжанка — Ковель між станціями Соснівка (8 км) та Червоноград (5 км). Розташована в селищі Гірник Червоноградського району Львівської області.

## Пасажирське сполучення
На станції зупиняються приміські поїзди сполученням Львів — Сокаль.